# Kościół Świętych Apostołów Piotra i Pawła w Czyżewie
Kościół Świętych Apostołów Piotra i Pawła w Czyżewie – rzymskokatolicki kościół parafialny w mieście Czyżew, w województwie podlaskim. Należy do dekanatu Czyżew diecezji łomżyńskiej.

## Historia
Obecna świątynia murowana została wzniesiona w latach 1869-1874 w stylu neorenesansowym podczas urzędowania proboszcza Tomasza Gogolewskiego, na miejscu kościoła z lat 1696-1710 zniszczonego w 1800 roku. Projektantem budowli był architekt Leandro Marconi z Warszawy. W dniu 30 września 1883 roku kościół został konsekrowany przez biskupa płockiego Kaspra Borowskiego.

## Architektura
Jest to budowla murowana, wzniesiona z cegły i otynkowana. Wybudowano ją na planie prostokąta. kościół posiada trzy nawy w formie bazyliki i fasadę z dwiema wieżami. Wieże zostały wzniesione na planie czworokąta, posiadają trzy kondygnacje i są nieco wysunięte poza elewacje boczne korpusu nawowego. Nawa główna pokryta jest dachem dwuspadowym, nawy boczne - dachem pulpitowym. Wieże posiadają zwieńczenie w formie dachu hełmowego o kształcie kopuł, które po bokach i na szczycie są zakończone pinaklami przypominającymi świeczniki.